# Me gusta (Anitta)
Me gusta è un singolo della cantante brasiliana Anitta, pubblicato il 18 settembre 2020 come primo estratto dal quinto album in studio Versions of Me.

## Descrizione
Il brano, che vede la partecipazione della rapper statunitense Cardi B e del rapper portoricano Myke Towers, è stato prodotto da Andres Torres, Mauricio Rengifo, RDD e Ryan Tedder.

## Promozione
Anitta ha eseguito la canzone in varie occasioni: per la prima volta in televisione al Tonight Show di Jimmy Fallon il 23 settembre 2020, il giorno successivo nell'ambito degli annuali Prêmios MTV MIAW e ai Latin Grammy il 19 novembre 2020.

## Video musicale
Il video musicale, girato a Salvador in Brasile e diretto da Daniel Russell, è stato reso disponibile il 18 settembre 2020 in concomitanza con l'uscita del brano.

## Tracce
Testi e musiche di Larissa de Macedo Machado, Rafa Dias, Benito Garcia, Wallace Chibata, Mauricio Rengifo, Carolina Colon Juarbe, Belacalis Almanzar, Michael Monge e Ryan Tedder.
Download digitale
1. Me gusta (feat. Cardi B & Myke Towers) – 3:00

Download digitale – Remix
1. Me gusta (feat. Cardi B & 24kGoldn) (Remix) – 2:44

## Formazione
Musicisti
- Anitta – voce
- Cardi B – voce aggiuntiva
- Myke Towers – voce aggiuntiva

Produzione
- Andres Torres – produzione
- Mauricio Rengifo – produzione
- RDD – produzione
- Ryan Tedder – produzione
- Kuk Harrell – produzione vocale
- Jean Rodriguez – produzione vocale
- Dave Kutch – mastering
- Jaycen Joshua – missaggio
- Dru Castro – ingegneria del suono
- Nate Alford – ingegneria del suono

## Successo commerciale
Con il suo debutto alla 91ª posizione della Billboard Hot 100, Anitta è diventata la prima artista femminile brasiliana a fare il proprio ingresso nella classifica statunitense da Claudia Leitte, quando essa partecipò in We Are One (Ole Ola) di Pitbull nel 2014; nonché l'ottava in generale. Nella medesima settimana ha venduto 5 000 copie digitali e ottenuto 6 milioni di stream in territorio statunitense.

## Classifiche

### Classifiche settimanali
| Classifica (2020-21) | Posizione massima |
| -------------------- | ----------------- |
| Argentina            | 59                |
| Belgio (Vallonia)    | 65                |
| Brasile              | 3                 |
| Canada               | 92                |
| Grecia               | 92                |
| Irlanda              | 63                |
| Lituania             | 98                |
| Portogallo           | 19                |
| Romania              | 71                |
| Spagna               | 82                |
| Stati Uniti          | 91                |
| Svizzera             | 56                |

### Classifiche di fine anno
| Classifica (2021) | Posizione |
| ----------------- | --------- |
| Brasile           | 177       |